# Exploding Kittens
Exploding Kittens ist ein Kartenspiel, das 2015 von den Betreibern der Cartoon-Website The Oatmeal veröffentlicht wurde. Das Spiel läuft nach dem Last-Man-Standing-Prinzip ab, und die Karten sind mit Katzencartoons im Stil der Website illustriert.

## Spielregeln
Bei Exploding Kittens ist das Spielziel, als letzter der Spieler noch am Leben zu sein. Die namensgebenden explodierenden Katzen stellen Sonderkarten dar, die den Spieler, sofern er diese nicht abwehren kann, zum Explodieren und somit Ausscheiden aus der Runde bringen.
Am Anfang werden alle Karten bis auf die Typen exploding kitten und defuse gemischt und auf den Stapel gelegt. Von dort werden an die Mitspieler sieben Karten ausgeteilt sowie jedem eine defuse-Karte ausgehändigt. Danach werden so viele kittens mit den restlichen Karten unter den Stapel gemischt, dass es stets eine kitten-Karte weniger als Mitspieler insgesamt im Deck gibt.
Danach wird reihum gespielt. Ein Zug besteht aus dem Ausspielen so vieler Karten der Hand wie man will auf einen Abwurfstapel. Danach wird vom Kartendeck eine neue Karte gezogen.
Es existieren folgende unterschiedliche Kartentypen:
- Exploding Kitten: Beim Ziehen einer solchen Karte explodiert der Spieler und verlässt die Runde.
- Defuse ("Entschärfung"): Mit dieser Karte kann die exploding kitten entschärft und wieder in das Kartendeck zurückgelegt werden. Dabei wird der Ort der Ablage vor den Mitspielern geheim gehalten.
- Attack ("Angriff"): Diese Karte beendet den Zug eines Spielers, ohne dass er zuvor eine neue Karte ziehen muss. Dafür muss der darauffolgende Spieler zwei Züge hintereinander absolvieren. Dieser kann hingegen seinerseits eine attack-Karte verwenden, um seinen Zug vorzeitig zu beenden.
- Favor ("Wunsch"): Hiermit wird ein anderer Spieler gezwungen, eine Karte herzugeben, wobei der betroffene Spieler selbst entscheidet, welche Karte er abgibt.
- Nope ("Nö!"): Die nope-Karte annulliert die soeben gespielte letzte Karte, außer es handelte sich um eine defuse oder exploding kitten. Sie kann während jeder Spielaktion ausgespielt werden sowie ihrerseits durch eine zweite nope-Karte negiert werden.
- See The Future ("Blick in die Zukunft"): Der ausspielende Spieler darf die obersten drei Karten des Decks verdeckt betrachten, aber deren Reihenfolge nicht verändern oder den anderen verraten, was er gesehen hat.
- Shuffle ("Mischen"): Das Kartendeck wird durchgemischt, ohne die Karten zu betrachten.
- Skip ("Hops!"): Die skip-Karte beendet den Zug, ohne eine Karte zu ziehen. Ebenso beendet sie einen der zwei Züge, die aus einer attack-Karte resultieren.
- Karten ohne Effekt: Es gibt fünf Kartentypen ohne Effekt mit jeweils vier gleichen Karten des einzelnen Typs. Hierzu zählen die Karten "Regenbogen-rülpsende Katze", "Behaarte Katzoffel", "Bartze", "Katzelone" und "Tacocat". Wenn ein Spieler ein gleiches Paar dieser Karten auf einmal ausspielt, darf er eine Karte von einem Spieler seiner Wahl ziehen. Bei drei gleichen Karten darf sich der Spieler von einem anderen Spieler seiner Wahl eine spezielle Karte wünschen und erhält diese, sofern der gegnerische Spieler sie hat. Bei fünf gesammelten Karten dieser Kategorie darf sich der Spieler eine Karte aus dem Stapel aussuchen.

Sobald die letzte exploding kitten gezogen wurde, ist der einzige überlebende Spieler der Sieger der Runde.
Eine weitere Hauptkarte sowie fünf zusätzliche Varianten wurden in der ersten Erweiterung Imploding kittens vorgestellt:
- Imploding Kitten: Wenn diese Karte gezogen wird, darf der Spieler sie an einem beliebigen Ort im Kartenstapel verstecken, aber sie muss mit der Vorderseite nach oben aufliegen. Wenn sie dann erneut gezogen wird, implodiert dieser Spieler und verlässt die Runde.
- Alter The Future ("Verändere die Zukunft"): Der ausspielende Spieler darf die obersten drei Karten des Decks verdeckt betrachten und sie in einer anderen Reihenfolge wieder zurücklegen.
- Draw From The Bottom ("Ziehe vom Boden): Man zieht hier die unterste Karte aus dem Stapel, und der Zug endet.
- Feral Cat ("Wilde Katze"): Diese Karte kann sich in alle Karten OHNE Effekt verwandeln. Der Spieler selbst bestimmt, in welche sie sich verwandelt.
- Reverse ("Umkehren"): Die Reihenfolge des Ziehens wird in die entgegengesetzte Richtung umgedreht, und der ausspielende Spieler muss dabei keine Karte ziehen.
- Target Attack ("Zielangriff"): Diese Karte funktioniert ähnlich wie die attack, nur dass der Spieler selbst bestimmen darf, wer die zwei Züge hintereinander ziehen soll. Er selbst muss keine ziehen, und das Spiel geht von nun an von der Person aus weiter, die ausgewählt wurde.

Erweiterung Streaking Kittens:
- Streaking Kitten: Solange der Spieler diese Karte in seiner Hand hat, kann er auch heimlich eine exploding kitten-Karte halten, ohne zu explodieren. Wenn aber das streaking kitten aus irgendeinem Grund die Hand verlässt, explodiert das exploding kitten in der Hand. Wenn ein anderer Spieler ein exploding kitten von der Hand stiehlt oder erhält, explodiert er. Man muss es entschärfen oder verliert das Spiel. Wenn eine Aktion erfolgt, die dazu führt, dass ein exploding kitten aus der Hand in den Ablagestapel wandert, explodiert der Spieler. Er muss es entschärfen oder verliert das Spiel.
- Super Skip: Beendet den Zug, ohne eine Karte zu ziehen. Wenn mehrere Züge gemacht werden sollen, werden sie alle beendet, was nützlich ist, wenn man angegriffen wird.
- See the Future (5x): Der Spieler darf sich die obersten fünf Karten des Nachziehstapels ansehen und legt sie in der gleichen Reihenfolge zurück.
- Alter the Future (5x): Der Spieler sieht sich die obersten fünf Karten des Nachziehstapels an und legt sie in beliebiger Reihenfolge zurück.
- Swap Top and Bottom: Vertauscht die oberste und unterste Karte des Nachziehstapels, ohne dass sie betrachtet werden dürfen.
- Garbage Collection: Jeder Spieler, der Karten hat (einschließlich des Spielers, der diese Karte gespielt hat), muss eine Karte aus seiner Hand auswählen, um sie verdeckt in den Nachziehstapel zu legen. Dann wird der gesamte Stapel gemischt.
- Catomic Bomb: Entfernt alle exploding kitten-Karten vom Nachziehstapel, so dass alle sie sehen können. Dann wird der Nachziehstapel gemischt und die exploding kitten verdeckt oben aufgelegt.

## Vermarktung und Erweiterungen
Die Vermarktung erfolgte ursprünglich als Crowdfunding über die Kickstarter-Plattform. Dort wurde am 20. Januar 2015 das Projekt des Kartenspiels angeboten, und bei Erreichen von 10.000 gespendeten US-Dollars sollte das Spiel in Produktion gehen. Etwa acht Minuten nach Start der Kampagne wurde dieses Ziel erreicht. Nach sieben Tagen erreichte die Zahl der Backer 6.000 Teilnehmer, was zum damaligen Zeitpunkt ein Rekord für die Anzahl von Backern eines Projektes auf Kickstarter darstellte. Bis zum 19. Februar 2015 erreichte man 219.382 Backer, die zusammen 8.782.571 US-Dollar gespendet hatten, was ebenfalls eine Rekordsumme darstellte und somit zur vierterfolgreichsten Kampagne von Kickstarter wurde.
Während der Kampagne wurden weitere Zwischenziele definiert und erreicht. Das erste davon umfasste das NSFW-Kartendeck, das ein spezielles eigenständiges Deck bezeichnete, welches aus anstößigen und im Vergleich zur Standardversion nicht absolut jugendfreien Zeichnungen bestand. Mit dem zweiten Ziel wurde die Kartenbox vergrößert, sodass sie nun zwei ganze Decks beinhalten konnte. Mit dem dritten Ziel wurde eine exklusive Überraschung mit der Box an die Backer versendet.
Ab Juli 2015 wurden die Kartendecks ausgeliefert. Im Januar 2016 wurde eine Mobilversion für iOS, im April 2016 auch für Android veröffentlicht. Eine physische Erweiterung mit dem Namen Imploding Kittens wurde ab Oktober 2016 veröffentlicht, welche drei neue Karten und eine neue Spielmechanik vorstellte. Am 30. Juli 2017 wurde das Exploding Kitten Party Pack veröffentlicht, mit dem bis zu zehn Mitspieler an einer Runde teilnehmen konnten, und das die Spielmechaniken aus den letzten Erweiterungen beinhaltete.
Im November 2017 erschien unter unverändertem Titel eine deutsche Version des Spiels, wobei es sich nach Angabe des Herstellers um eine 1:1-Übersetzung der Originaltexte handelte. Verlegt wird der Titel von Asmodee in Deutschland